# Люсечиль (коммуна)
Коммуна Люсечиль (швед. Lysekils kommun) — коммуна в лене Вестра-Гёталанд, в бывших графствах Гётеборг и Бохус. Административный центр коммуны — город Люсечиль.

## История
Имея защищенную гавань, окруженную водой и выходящую в сторону рыбных промыслов Каттегата, Северного моря и за его пределы, Люсечиль имеет глубокие связи с рыболовной и консервной промышленностью. Зеркальные рыбы на современном муниципальном гербе и прыгающий дельфин на гербе 1895 года свидетельствуют об абсолютном доминировании моря в этом районе.
Гранитный пляж и сладкая вода фьорда Гулльмарсфьорден сделали Люсечиль известным местом для купания в 19 веке, особенно для приезжих из Стокгольма и с восточного побережья, где доступ к океану был только через соленые воды Балтийского моря. Кальбадхусет (холодная купальня), несколько эксклюзивная и очень популярная деревянная купальня, построенная в 1847 году, до сих пор действует. Местные слухи гласят, что однажды король Швеции посетил купальню в Люсечиле и специально попросил, чтобы простолюдинам города разрешили войти в деревянные стены этой купальни, потому что ему «понравились» обычные жители города (которых не пускали в купальню).
Традиционно рыболовство, мореплавание, земледелие, камнерезное дело и лесное хозяйство составляли и продолжают составлять большую часть местной экономики; однако переработка нефтепродуктов, легкая промышленность, а также местный и международный туризм (особенно в летнее время) составляют большую часть экономики коммуны.

## География
Коммуна Люсечиль граничит с коммунами Сутенес (на северо-западе), Мункедаль (на севере) и Уддевалла (на востоке). Город Люсечиль расположен на южной части коммуны, у пролива Каттегат.
Залив на востоке, обозначающий границу с Уддеваллой, называется Гульмарн.
Некоторые из муниципальных островков считаются частью Гётеборгского архипелага. Многие островки сами по себе похожи на небольшие поселения с интересной историей торговли, рыболовства и добычи камня в дополнение к их живописной природе.
Города
- Люсечиль
- Брастад
- Грондсонд
- Фискебаксиль
- Риксо

## Население
| Население коммуны Люсечиль за 1970-2015 годы | Население коммуны Люсечиль за 1970-2015 годы | Население коммуны Люсечиль за 1970-2015 годы | Население коммуны Люсечиль за 1970-2015 годы | Население коммуны Люсечиль за 1970-2015 годы |
| Год                                          |                                              |                                              | Население                                    |                                              |
| -------------------------------------------- | -------------------------------------------- | -------------------------------------------- | -------------------------------------------- | -------------------------------------------- |
| 1970                                         |                                              |                                              | 13 766                                       |                                              |
| 1975                                         |                                              |                                              | 15 076                                       |                                              |
| 1980                                         |                                              |                                              | 15 037                                       |                                              |
| 1985                                         |                                              |                                              | 14 869                                       |                                              |
| 1990                                         |                                              |                                              | 15 197                                       |                                              |
| 1995                                         |                                              |                                              | 15 491                                       |                                              |
| 2000                                         |                                              |                                              | 14 848                                       |                                              |
| 2005                                         |                                              |                                              | 14 657                                       |                                              |
| 2010                                         |                                              |                                              | 14 521                                       |                                              |
| 2015                                         |                                              |                                              | 14 464                                       |                                              |
| Источник: SCB                                |                                              |                                              |                                              |                                              |

## Дороги
От Люсечиля на северо-восток простирается окружная дорога 162, которая соединяется с E6 между Мункедалем и Динглом. На высоте внутренней части Обюй-фьорда уездная дорога 171 снижается к западу и Кунгсхамну. Через автомобильный паром Гульмарсладен через Гульмарн есть связь с национальной дорогой 44, которая тянется на восток в сторону Уддевалла.

## Политика
После выборов 2006 года в муниципалитете Люсечиля впервые с 1920-х годов появилось правительство буржуазного меньшинства. Прежнее засилье красных в политике связано с тем, что в Люсечиле и его окрестностях на протяжении всего 20 века доминировала промышленная промышленность. Однако между частями муниципалитета к северу и югу от Гулльмарна существует четкое политическое различие: на Стангенасете с его промышленными сообществами доминируют социалистические партии. На Скафтё, с другой стороны, существует давняя буржуазная традиция. Здесь малый бизнес в области рыболовства, туризма характеризовал этот район. Коммунистическая партия имеет самые сильные позиции в Люсечильской коммуне.
В период с 2014 по 2018 год коммуной управляло четырёхпартийное меньшинство, состоящее из социал-демократов, либералов, Умеренной и Центристской партии. После выборов 2018 года умеренные решили присоединиться к оппозиции, и с тех пор социал-демократы, либералы и Центристская партия правят вместе с Партией зелёных в меньшинстве.

## Бизнес
Крупнейшей отраслью является Preemraff Lysekil — нефтеперерабатывающий завод, расположенный у Брофьорда примерно в 150 км к северу от Люсечила.

## Достопримечательности
- Морской аквариум — Дом у моря
- Гамлестан (Северная гавань)
- Музей Викарвет
- Заповедник Стенгехувудс